# Bobby Jindal
Piyush "Bobby" Jindal (sinh ngày 10 tháng 6 năm 1971 tại Baton Rouge) là Thống đốc Đảng Cộng hòa của tiểu bang Louisiana, Hoa Kỳ. Trước khi được bầu làm thống đốc, ông giữ chức vụ dân biểu trong Hạ viện Hoa Kỳ, đại diện cho khu bầu cử quốc hội số 1 của Louisiana; năm 2004 ông kế nhiệm thượng nghị sĩ David Vitter tại khu bầu cử này. Jindal được bầu lại vào Quốc hội trong cuộc bầu cử năm 2006 với đa số 88%.
Ông nhậm chức thống đốc ngày 14 tháng 1 năm 2008. Ông là thống đốc người Mỹ gốc Ấn Độ đầu tiên trong lịch sử Hoa Kỳ, cũng như thống đốc trẻ nhất trong nước. Ngoài ra, đây là lần đầu tiên Louisiana có một thống đốc không phải là người Mỹ trắng sau khi P. B. S. Pinchback, một người Mỹ gốc Phi, làm thống đốc trong thời gian 35 ngày, từ ngày 9 tháng 12 năm 1872 cho đến ngày 13 tháng 1 năm 1873.